# Дублинская игла

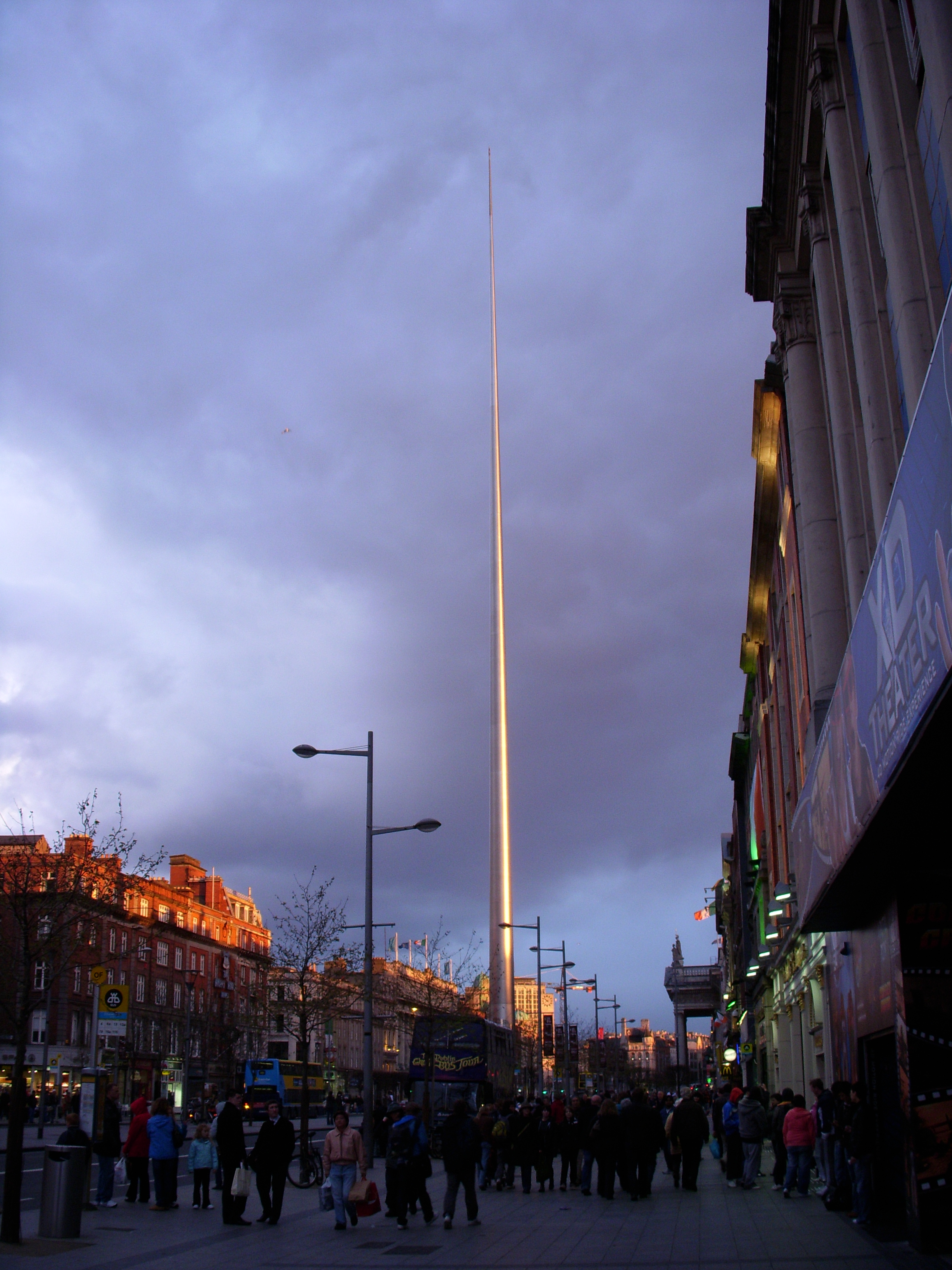
Вид памятника с О'Коннелл-стрит вечером

Дублинская игла (англ. Spire of Dublin), официальное название — Монумент света (ирл. An Túr Solais) — стальной памятник в форме иглы, расположенный в Дублине в северном конце О'Коннелл-стрит — центральной улицы города. Высота — 120 метров.
Дублинская игла была возведена в 2003 по проекту фирмы Иана Ричи на месте взорванного в 1966 году боевиками ИРА памятника адмиралу Нельсону в рамках проводимой мэрией кампании по осовремениванию центра города.
В 2004 проект был номинирован на премию Королевского института британской архитектуры, в 2005 на премию Миса ван дер Роэ.
Основание Дублинской иглы занимает 30 метров под землей для её устойчивости.